# 타케오주

타케오 주

타케오주(크메르어: ខេត្តតាកែវ)는 캄보디아 남부에 위치한 주로, 주도는 타케오이며 인구는 843,931명(2008년 기준), 면적은 3,563km2, 인구밀도는 231명/km2이다. 주의 이름은 크메르어로 "할아버지의 수정"을 뜻한다.